# Osterøy
Osterøy là một đô thị ở hạt Hordaland, Na Uy. Trung tâm hành chính nằm ở Lonevåg tại trung tâm đảo còn khu định cư có dân số lớn nhất là Valestrandfossen với 1.012 dân tại thời điểm ngày 1/1/2008.
Đô thị Osterøy nằm trên phần lớn hòn đảo cùng tên, dù phần lớn phần đông bắc không có dân sinh sống thuộc đô thị Vaksdal. Osterøy nằm ngay phía đông bắc Bergen, và được bao quanh bởi các fjord Osterfjorden và Sørfjorden. Nhà soạn nhạc Ole Bull có ngôi nhà trên đảo Valestrandfossen. nông trang Havrå nằm trên đảo.
Đô thị Osterøy được lập ngày 1/1/1964. Một phần của Haus (dân số: 2.327), khu vực Bruvikbygda của Bruvik (dân số: 409), một phần của đô thị Hosanger (dân số: 1.616), và một phần của đô thị Hamre (dân số: 1.166) đã được sáp nhập để tạo lập đô thị Osterøy.